# L'Informazione di San Marino
L'Informazione di San Marino è un quotidiano della Repubblica di San Marino. Il giornale è diretto da Carlo Filippini.

## Panoramica
Il giornale ha una tiratura di 900 copie al giorno ed esce 7 giorni su 7. L'Informazione viene stampato con tecnologia digitale in formato A4 chiuso (A3 aperto). La copertina è a colori e l'interno è in bianco e nero. Fin dall'inizio si è imposto come quotidiano indipendente proponendo interessanti inchieste, riprese anche dai maggiori quotidiani nazionali italiani (Il Sole 24 Ore; Il Corriere della Sera). Spiccano, tra le altre, l'inchiesta sul caso "licenzopoli" che ha portato alla luce un sistema di concessioni facili in ambito societario, e l'inchiesta denominata "Off-shore-gate".

## Redazione
È diretto da Carlo Filippini. Fanno parte della redazione Antonio Fabbri, Davide Pezzi e Alberto Pelliccioni.